# Dvanaest plodova Duha Svetoga
Prema nauku Katoličke Crkve, Dvanaest plodova Duha Svetoga jesu:
1. ljubav
2. radost
3. mir
4. strpljivost
5. velikodušnost
6. uslužnost
7. dobrota
8. krotkost
9. vjernost
10. blagost
11. suzdržljivost
12. čistoća